# Lista dos maiores meteoritos na Terra
Esta é uma lista dos maiores meteoritos na Terra. Com relação ao tamanho, precisamos primeiro esclarecer se estamos falando do maior fragmento de um dado meteorito ou da quantidade total de material proveniente da mesma queda de meteorito: geralmente um único meteoroide durante a entrada atmosférica tende a fragmentar-se mais pedaços.
A tabela a seguir lista os maiores meteoritos encontrados na superfície da Terra.

## Sideritos
| N° | Nome do meteorito          | Ano de encontro | Região/País                    | Coordenadas                        | Grupo      | Classificação | Massa     |
| -- | -------------------------- | --------------- | ------------------------------ | ---------------------------------- | ---------- | ------------- | --------- |
| 1  | Hoba                       | 1920            | Grootfontein, · Namíbia        | 19° 35′ 32″ S, 17° 56′ 01″ L       | Ataxito    | IVB           | 60.000 kg |
| 2  | Cape York (Ahnighito)      | 1894            | Meteorite Island, Gronelândia  | 76° 08′ N, 64° 56′ O               | Octaedrita | IIIAB         | 30.875 kg |
| 3  | Campo del Cielo (Gancedo)  | 2016            | Chaco, · Argentina             | 27° 37′ 48″ S, 61° 42′ 00″ O       | Octaedrita | IAB           | 30.800 kg |
| 4  | Campo del Cielo (El Chaco) | 1969            | Chaco, · Argentina             | 27° 36′ 34,94″ S, 61° 40′ 53,31″ O | Octaedrita | IAB           | 28.840 kg |
| 5  | Armanty                    | 1898            | Xinjiang, · China              | 47° N, 88° L                       | Octaedrita | IIIE          | 28.000 kg |
| 6  | Bacubirito                 | 1863            | Sinaloa, · México              | 26° 12′ N, 107° 50′ O              | Octaedrita | UNG           | 22.000 kg |
| 7  | Cape York (Agpalilik)      | 1963            | Nordgronland, · Gronelândia    | 76° 07′ 59,88″ N, 64° 55′ 59,88″ O | Octaedrita | IIIAB         | 20.100 kg |
| 8  | Mbozi                      | 1930            | Mbeya, Tanzânia                | 9° 07′ N, 33° 04′ L                | Octaedrita | UNG           | 16.000 kg |
| 9  | Willamette                 | 1902            | Oregon, Estados Unidos         | 45° 22′ 00,12″ N, 122° 34′ 58,8″ O | Octaedrita | IIIAB         | 14.150 kg |
| 10 | Chupaderos I               | 1852            | Chihuahua, México              | 27° 00′ N, 105° 06′ O              | Octaedrita | IIIAB         | 14.114 kg |
| 11 | Mundrabilla I              | 1911            | Austrália Ocidental, Austrália | 30° 46′ 59,88″ S, 127° 33′ 00″ L   | Octaedrita | IAB           | 12.400 kg |
| 12 | Morito                     | 1600            | Chihuahua, México              | 27° 03′ N, 105° 26′ O              | Octaedrita | IIIAB         | 10.100 kg |
| 13 | Santa Catharina            | 1875            | Santa Catarina, Brasil         | 26° 13′ S, 48° 36′ O               | Ataxito    | IAB           | 7000 kg   |
| 14 | Chupaderos II              | 1852            | Chihuahua, México              | 27° 00′ N, 105° 06′ O              | Octaedrita | IIIAB         | 6770 kg   |
| 15 | Mundrabilla II             | 1911            | Austrália Ocidental, Austrália | 30° 47′ S, 127° 33′ L              | Octaedrita | IAB           | 6100 kg   |
| 16 | Bendegó                    | 1784            | Bahia, Brasil                  | 10° 07′ 01″ S, 39° 15′ 41″ O       | Octaedrita | IC            | 5260 kg   |

## Ferroso-rochosos
| N° | Nome do meteorito | Ano de encontro | Região/País                      | Coordenadas                   | Grupo        | Classificação | Massa    |
| -- | ----------------- | --------------- | -------------------------------- | ----------------------------- | ------------ | ------------- | -------- |
| 1  | Brenham           | 1882            | Kansas, Estados Unidos           | 37° 34′ 57″ N, 99° 09′ 49″ O  | Pallasita    | PMG           | 4300 kg  |
| 2  | Vaca Muerta       | 1861            | Antofagasta, Chile               | 25° 45′ S, 70° 30′ O          | Mesosiderito | A1            | 3830 kg  |
| 3  | Huckitta          | 1924            | Território do Norte, · Austrália | 22° 22′ S, 135° 46′ L         | Pallasita    | PMG           | 2300 kg  |
| 4  | Fukang            | 2000            | Xinjiang, China                  | 44° 25′ 48″ N, 87° 37′ 48″ L  | Pallasita    | PMG           | 1003 kg  |
| 5  | Imilac            | 1822            | Antofagasta, Chile               | 24° 12′ 12″ S, 68° 48′ 24″ O  | Pallasita    | PMG           | 920 kg   |
| 6  | Bondoc            | 1956            | Filipinas                        | 13° 31′ N, 122° 27′ L         | Mesosiderito | B4            | 888,6 kg |
| 7  | Brahin            | 1810            | Gomel', Belarus                  | 52° 30′ 00″ N, 30° 19′ 48″ L  | Pallasita    | PMG           | 823 kg   |
| 8  | Esquel            | 1951            | Chubut, Argentina                | 42° 54′ 00″ S, 71° 19′ 48″ O  | Pallasita    | PMG           | 755 kg   |
| 9  | Krasnojarsk       | 1749            | Krai de Khabarovsk, Rússia       | 54° 54′ N, 91° 48′ L          | Pallasita    | PMG           | 700 kg   |
| 10 | Jepara            | 2008            | Jawa Tengah, Indonésia           | 6° 36′ S, 110° 44′ L          | Pallasita    | PMG           | 499,5 kg |
| 11 | Seymchan          | 1967            | Oblast de Magadan, Rússia        | 62° 54′ 00″ N, 152° 25′ 48″ L | Pallasita    | PMG           | 323,3 kg |
| 12 | Estherville       | 1879            | Iowa, Estados Unidos             | 43° 25′ N, 94° 50′ O          | Mesosiderito | A3/4          | 320 kg   |
| 13 | Omolon            | 1981            | Oblast de Magadan, Rússia        | 64° 01′ 12″ N, 161° 48′ 30″ L | Pallasita    | PMG           | 250 kg   |
| 14 | Youxi             | 2006            | Fujian, China                    | 23° 03′ 36″ N, 118° 00′ 36″ L | Pallasita    | PMG           | 218 kg   |
| 15 | Pallasovka        | 1990            | Oblast de Volgogrado, Rússia     | 49° 52′ 00″ N, 46° 36′ 42″ L  | Pallasita    | PMG           | 198 kg   |

## Ligações Externas
- Boletim Meteorítico. Lunar and Planetary Institute